# Saison 2008-2009 du Club sportif Bourgoin-Jallieu rugby
Vous lisez un « bon article » labellisé en 2009.

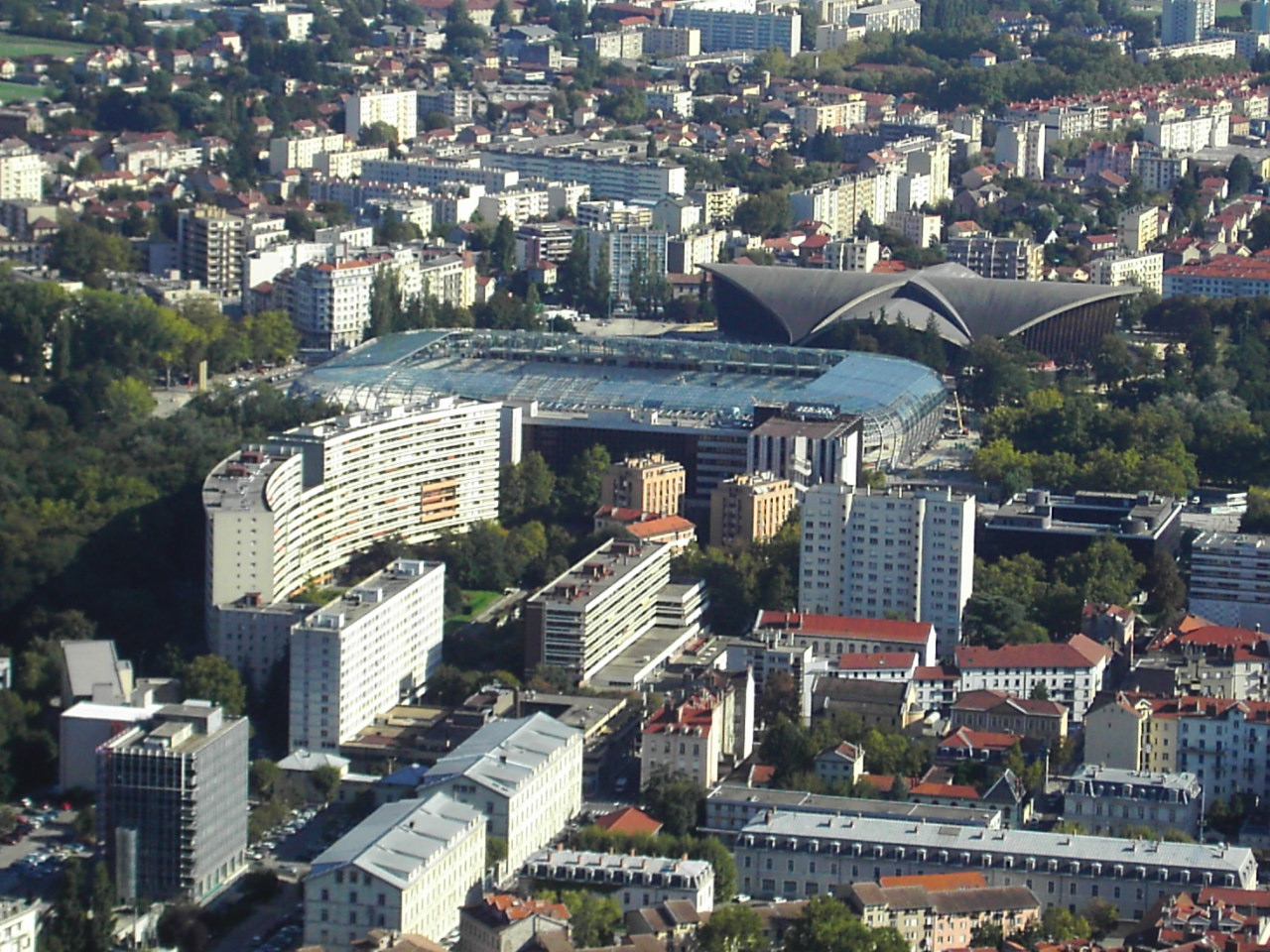
Le CS Bourgoin-Jallieu délocalise la rencontre contre le Stade français au stade des Alpes à Grenoble.

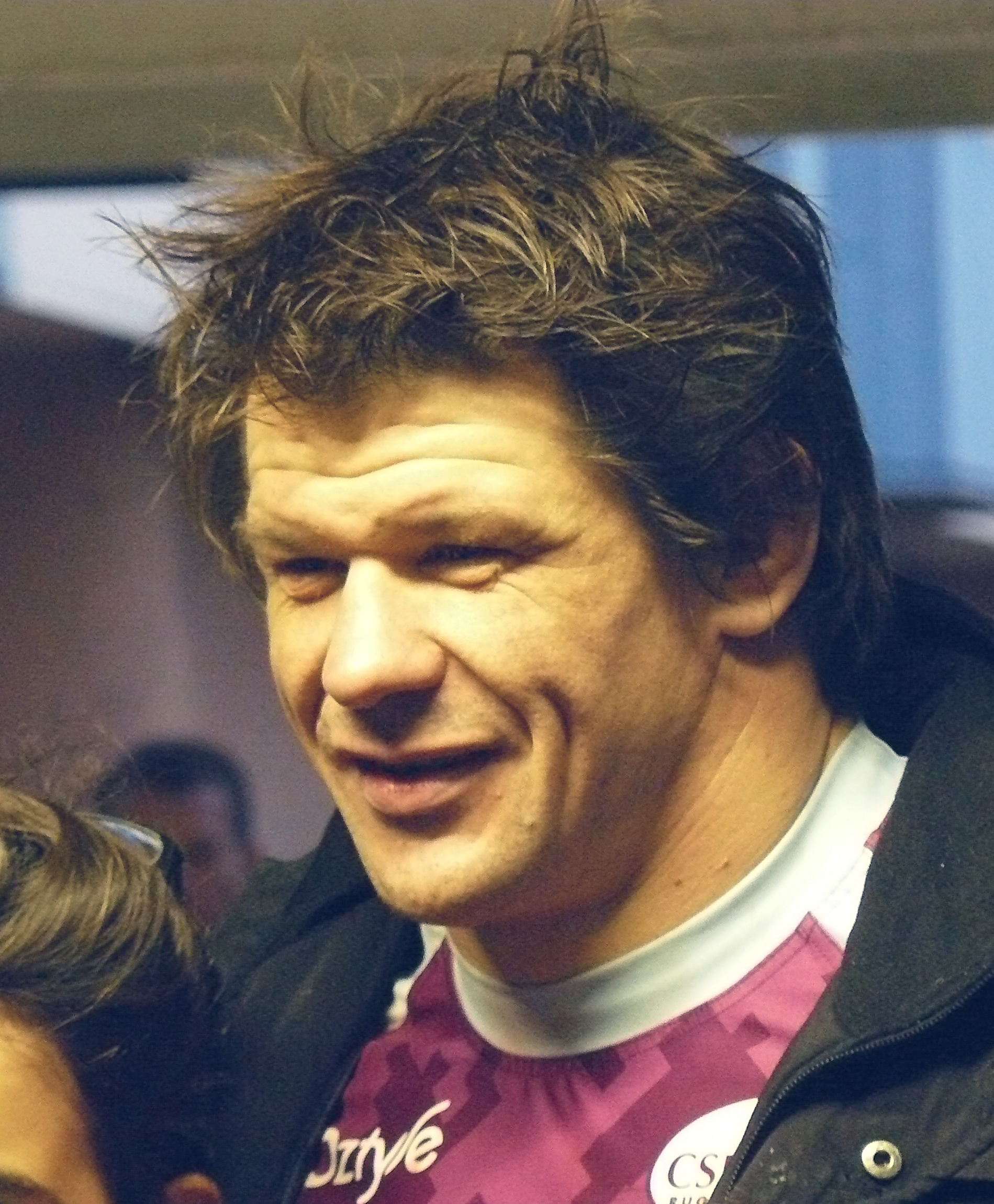
Olivier Milloud opéré une nouvelle fois au talon d'Achille est absent pour plusieurs mois.

La saison 2008-2009 du Club sportif Bourgoin-Jallieu rugby, unique club rhônalpin en Top 14, est mouvementée. Tout au long de la saison, le CSBJ se bat pour se maintenir dans le Top 14, terminant finalement à une onzième place tandis qu'il parvient à disputer une finale en Challenge européen, perdue contre les Anglais des Northampton Saints.
Sur le plan extra-sportif, la saison est agitée après le départ du président Pierre Martinet, remplacé par René Flamand. En raison d'un déficit budgétaire, le club est menacé de relégation administrative, avant que les pouvoirs publics permettent le rétablissement des comptes grâce notamment à deux subventions exceptionnelles, une de 574 000 euros de la municipalité de Bourgoin-Jallieu et une autre de 500 000 euros du conseil général de l'Isère.

## La saison

### Pré-saison
| CS Bourgoin-Jallieu |

Bourgoin-Jallieu sort d'une saison 2007-2008 très décevante, celle-ci étant ponctuée par une non-qualification en Coupe d'Europe (H Cup) pour la première fois depuis cinq saisons et une 9e place au général. Le duo d'entraîneurs Éric Catinot et Xavier Péjéma ambitionne une place européenne pour cette nouvelle saison en renforçant l'équipe médicale et l'effectif, et en conservant des joueurs internationaux — Morgan Parra et Yann David notamment — tout en laissant partir Julien Pierre qui après six saisons berjalliennes rejoint l'ASM Clermont. Depuis de nombreuses années, les jeunes joueurs formés par le club rejoignent d'autres équipes du championnat, obligeant le club à mettre en avant chaque saison sa formation. Il compte par ailleurs sur le retour de son arrière Florian Denos après six mois d'absence et la fidélité de son buteur Benjamin Boyet. En revanche, l'avenir d'Olivier Milloud (au club depuis 1995) reste hypothétique en raison d'une rupture du tendon d'Achille en mai 2008.
Les matchs amicaux de pré-saison ne permettent pas l'optimisme après une défaite contre l'US Montauban (7-24), puis un nul contre le FC Grenoble (3-3), avant de remporter son unique match contre le promu de Pro D2, l'US Bourg-en-Bresse (35-6).

### Récit de la saison sportive

#### Début de saison raté
Le CSBJ commence son championnat par un déplacement au Biarritz olympique sur la côte basque. Malgré un essai en début de match de Yann David et la botte de Benjamin Boyet qui surprennent les locaux, les Biarrots remportent le match inaugural 29-22, grâce notamment à deux essais de l'ailier Takudzwa Ngwenya et à la botte de Valentin Courrent. Bourgoin empoche néanmoins le point de bonus défensif,. Lors du second match, Bourgoin accueille l'USA Perpignan. Malgré un match maîtrisé jusqu'à la 60e minute où les Isérois mènent de deux points grâce à une pénalité de Morgan Parra, la fin de match est perpignanaise et ces derniers l'emportent 22 à 16. Lors du troisième match, le CS Bourgoin-Jallieu retrouve l'US Montauban qu'il a affronté en match amical en pré-saison. Bien que le CSBJ marque l'unique essai du match par l'intermédiaire de Yann Labrit, c'est une nouvelle défaite qui attend les Berjalliens en raison de la botte montalbanaise de Fabien Fortassin qui inscrit cinq pénalités et un drop. Le club berjallien rate complètement son début de saison avec trois défaites, malgré trois points de bonus défensifs.

#### Déplacement au Stade des Alpes
Lors de la 6e journée, le CS Bourgoin-Jallieu accueille le Stade français (invaincu en championnat) en s'exilant à 60 kilomètres dans le nouveau stade grenoblois dédié habituellement au club de football du Grenoble Foot 38 : le Stade des Alpes, inauguré au printemps 2008. Ce n'est pas la première fois que le CSBJ se délocalise dans son histoire puisque le club s'est déplacé auparavant au Stade Geoffroy-Guichard à Saint-Étienne (contre l'ASM Clermont), au Stade de Gerland à Lyon (contre le Stade toulousain), au Stade Lesdiguières à Grenoble (contre le Stade français) ou encore au Stade de Genève en Suisse pour une rencontre européenne contre le Munster, seul le déplacement à Lesdiguières avait été couronné par un succès berjallien. Ce déplacement permet au CSBJ de pouvoir accueillir près de 20 000 personnes au lieu des 9 000 du Stade Pierre-Rajon. Lors de ce match, près de 18 000 spectateurs sont présents au Stade des Alpes mais assistent à une victoire parisienne 32-25 où le CSBJ ramène le point de bonus défensif grâce à une ultime pénalité de Laloo à la 83e minute, ce match est également l'occasion de voir le premier essai de sa carrière en rugby à XV de l'ancienne star du rugby à XIII australien Mark Gasnier lors de son premier match sous ses couleurs parisiennes. Après cette cinquième défaite en six matchs, l'entraîneur Éric Catinot parle de « logique économique » et considère que le CSBJ ne peut pas « jouer le même championnat que Toulouse ou encore Paris » rappelant que le club berjallien est le douzième budget du Top 14.
Se profile alors la réception du dernier finaliste du championnat l'ASM Clermont au Stade Pierre-Rajon. Le club auvergnat connaît à Bourgoin-Jallieu sa première victoire à l'extérieur de la saison (30-23), enfonçant le club berjallien au classement près de la zone de relégation bien qu'il obtienne une nouvelle fois le point de bonus défensif. L'objectif d'atteindre seize points avant la trêve européenne n'est pas acquis et les ambitions européennes du club disparaissent.

#### Bourgoin au plus mal
Après un début de saison difficile où le club berjallien se situe à la douzième place du classement avec six défaites en sept matchs, il dispute le Challenge européen. Lors de la première journée, il se rend à Bucarest en Roumanie pour affronter le Bucarest Rugby. Les Berjalliens remportent le match avec un score de 21 à 10, ce qui leur permet de bien entamer leur campagne européenne.
Une semaine plus tard, lors de la deuxième journée du Challenge européen, le club italien de Petrarca Padoue remporte le match 29 à 28 sur le stade du CSBJ. Le président Pierre Martinet parle de « faute professionnelle » concernant les joueurs, tout en maintenant sa confiance au duo d'entraîneurs. Cette défaite préoccupante marque également les joueurs, notamment Julien Frier (au club depuis 2004) qui déclare « Nous sommes des irresponsables » à l'issue du match et remet en question les suffisances de certains joueurs.
Le 25 octobre 2008, le CSBJ se déplace lors de la 8e journée du Top 14 pour rencontrer le Montpellier RC. Une semaine après la désillusion en Challenge européen, le club berjallien remporte son premier succès à l'extérieur en Top 14 depuis un an (victoire le 2 novembre 2007 sur le terrain de l'US Dax) en s'imposant 19-12 au Stade Yves-du-Manoir grâce notamment à l'unique essai du match en contre-attaque inscrit par Rudi Coetzee et à la botte de Benjamin Boyet. Les Berjalliens préservent le score malgré l'expulsion de d'Arnauld Tchougong. Ce succès permet au CSBJ de s'éloigner de la zone de relégation. Le 29 octobre 2008, le sélectionneur de l'Équipe de France établit la liste des 23 joueurs sélectionnés pour les tests de novembre où un seul Berjallien est appelé : Morgan Parra.
Début novembre, le CS Bourgoin-Jallieu perd un match important dans sa lutte au maintien sur le terrain de l'US Dax sur le score de 10-32 dont 22 points d'Antoine Vignau-Tuquet. Les Berjalliens retombent dans leurs travers une semaine après le succès sur Montpellier. Le 15 novembre 2008, Le CSBJ accueille l'Aviron bayonnais, ce dernier n'ayant été défait qu'à deux reprises depuis le début de saison. Ce match est un échec pour le CS Bourgoin-Jallieu qui s'incline une nouvelle fois à domicile 9-13 et se retrouve à la 13e place du classement donc dans la zone de relégation pour la première fois de la saison. De plus, des mauvaises nouvelles sont annoncés puisque Parra se blesse lors du match test de la France contre l'Argentine. Il souffre alors d'une fracture de la main qui le tient éloigné un mois des terrains. Dans le même temps, Olivier Milloud subit une nouvelle intervention chirurgicale à son talon d'Achille et une absence de plusieurs mois est prévue. Le CS Bourgoin-Jallieu accueille un second match d'affilée avec la réception des leaders du Stade toulousain le 21 novembre 2008. Malgré un match honorable des Berjalliens, ces derniers s'inclinent une nouvelle fois 12-18 en décrochant le point de bonus défensif. Il s'agit de la cinquième défaite en six matchs à domicile.
Le CSBJ se déplace fin novembre au Castres olympique en enregistrant de nombreuses absences : Parra, Yann David (entorse à une cheville) et Tim Cowley (contusions cervicales). C'est un match entre deux clubs en grande difficulté alors que tous deux ont visé la Coupe d'Europe en début de saison. Il tourne à l'avantage du CS Bourgoin-Jallieu 23-9 qui s'extirpe de la zone de relégation au détriment de son adversaire du jour ; le match est notamment marqué par l'expulsion du pilier castrais Carl Hoeft, auteur d'un geste dangereux, et permet au CSBJ de dominer la fin de match alors que la partie est serrée.

#### Intermède en Challenge européen
Le mois de décembre est marqué par le retour du Challenge européen avec deux matchs programmés pour le CS Bourgoin-Jallieu. Lors de la 3e journée, le club berjallien qui peut compter sur le retour de Parra s'impose au Stade Pierre-Rajon contre Worcester 29-14 et prend une option sur la qualification pour les quarts de finale. Lors de la 4e journée du Challenge européen, Worcester prend sa revanche en s'imposant à domicile 27 à 6 contre les Isérois.
La semaine suivante, le CSBJ dispute un match de Top 14 en se déplaçant au CA Brive où, malgré une bonne prestation, le club berjallien s'incline 20 à 12 et laisse échapper le point de bonus défensif.

#### Début de la phase retour
Après le passage à l'année 2009, le CSBJ enregistre le retour de Yann David après deux mois d'absence. À mi-chemin du championnat, le club berjallien compte seulement trois victoires en treize matchs et n'espère plus que se maintenir en Top 14, loin de ses ambitions de qualifications européennes. Lors du premier match de l'année et premier match de la phase retour, le CSBJ accueille le Biarritz olympique mal-en-point qui sort d'une série de cinq défaites consécutives. Cette année débute par une victoire berjallienne 15-14 grâce à cinq pénalités inscrites par Benjamin Boyet, victoire qui permet au CS Bourgoin-Jallieu de sortir de la zone de relégation. Une semaine plus tard, le CSBJ se rend sur le terrain de l'USA Perpignan. Dans un match houleux, les Berjalliens connaissent une expulsion temporaire de Rudi Coetzee pour placage cathédrale puis l'expulsion définitive de Julien Frier pour un comportement déplacé envers l'arbitre, cela constitue le tournant du match où les Catalans réussissent à empocher le bonus offensif pour une victoire 44-14.

#### Qualification en quart de finale du Challenge européen
Le CS Bourgoin-Jallieu retrouve le Challenge européen pour les deux dernières journées en phase de groupes. Il s'incline une seconde fois contre les Italiens de Petrarca Padoue 24-25. La semaine suivante, ils accueillent les Roumains de Bucarest Rugby pour une victoire 50 à 10 et huit essais inscrits. Cet ultime succès permet aux Berjalliens de se qualifier in extremis pour les quarts de finale où ils se déplaceront sur le terrain des London Irish, le CSBJ est l'un des deux seuls représentants français avec le CA Brive en quarts de finale.
Le club entame alors une série de six rencontres de Top 14, l'entraîneur Éric Catinot est alerte et espère une série de six victoires pour mettre à l'abri le club de la relégation. Cependant fin janvier, il est désormais acquis que deux joueurs quitteront le CSBJ en fin d'année puisque Yann David va rejoindre le Stade toulousain et Morgan Parra l'ASM Clermont. La 16e journée voit la réception de l'US Montauban au Stade Pierre-Rajon. Le club remporte sa troisième victoire en cinq journées (après Castres et Biarritz) sur le score de 25-15, lui permettant de s'éloigner de la zone de relégation et d'occuper la dixième place. Pour le Tournoi des six nations 2009, seul Morgan Parra est retenu en équipe de France pour le stage de préparation au Centre national du rugby de Marcoussis. Début février, le CSBJ dispute un match amical à Brive qu'il perd 9-14.
Lors de la 17e journée, le CS Bourgoin-Jallieu arrive à récupérer les deux points du match nul sur la pelouse de Mont-de-Marsan 16-16 grâce notamment à un drop égalisateur de Boyet à la 73e minute. La semaine suivante, le club berjallien affronte un adversaire direct au maintien en accueillant le RC Toulon qui ne s'est pas encore imposé une seule fois à l'extérieur cette saison, cependant c'est l'équipe de la Rade qui domine largement les débats puisqu'elle remporte le match 23-12 et se permet même de prendre le point de bonus offensif sur la pelouse berjallienne.
Les 19e et 20e journées sont deux déplacements chez deux des prétendants aux demi-finales du Top 14, les Berjalliens ne fondent donc pas vraiment d'espoir sur ces matchs. Tout d'abord contre le Stade français le 7 mars 2009, le club parisien, battu la semaine précédente par Brive, et désirant réagir après cette contre-performance effectue un match rigoureux et sérieux contre le CSBJ en s'imposant par un score fleuve 53-3 au Stade Jean-Bouin avec huit essais marqués. Le second déplacement est au stade Marcel-Michelin de l'ASM Clermont. C'est un match de nouveau à sens unique, avec six essais auvergnats et un score de 57-23 en leur faveur. Bourgoin-Jallieu ne possède plus que deux points d'avance sur le premier relégable : l'US Dax. De plus, l'ouvreur espoir Sébastien Laloo est blessé à l'occasion d'un match de l'équipe de France espoirs avec une fracture au niveau de la pommette qui le tient éloigné des terrains un mois. Pour préparer les futures échéances du club, un stage de trois jours en Savoie est prévu.

#### Bourgoin-Jallieu retrouve des couleurs
Fin mars, il reste six matchs en Championnat pour permettre au CSBJ de se maintenir dont quatre matchs à domicile. Après trois défaites contre le RC Toulon, le Stade français et l'ASM Clermont, les Berjalliens s'imposent à domicile contre le Montpellier RC 22-3, c'est un succès important d'autant plus que deux adversaires dans la course au maintien - Toulon et Dax - sont battus à l'occasion de cette 21e journée. Lors de la 22e journée, la réception de l'US Dax apporte une véritable bouffée d'oxygène dans ce match capital dans la lutte au maintien puisque le CS Bourgoin-Jallieu l'emporte 43-6 en inscrivant le point de bonus offensif pour la première et unique fois de l'année avec cinq essais. À l'issue de ce match, le public berjallien, soulagé, descend sur la pelouse comme s'il s'agissait d'une finale pour fêter les joueurs. Par la même occasion, ce résultat enfonce un peu plus l'US Dax qui perd son dixième match d'affilée.

#### Coup d'éclat européen
C'est donc avec moins de pression que le CSBJ aborde son quart de finale contre le club anglais des London Irish, alors que les Anglais occupent la troisième place du Championnat d'Angleterre et font figure de favoris du Challenge européen. Le 9 avril 2009, les Berjalliens se déplacent donc sur le terrain des London Irish. À l'issue d'un match épique, le CSBJ effectue un exploit en battant sur sa pelouse le club anglais 32-30 au bout du suspense puisque le buteur anglais Delon Armitage rate une transformation décisive dans les arrêts de jeu qui aurait permis de disputer des prolongations. Ce succès permet aux Berjalliens de disputer leur demi-finale à domicile, et de croire également à une qualification à la H Cup la saison prochaine. En effet, seuls six clubs représenteront la France l'année prochaine en H Cup et une victoire en Challenge européen permettrait au club berjallien de s'y qualifier directement au détriment du sixième du Top 14. Le CSBJ affrontera les Worcester Warriors au Stade Pierre-Rajon, club qu'il avait affronté en phase de groupe. Quasiment maintenu en Top 14 où il reste quatre matchs dont deux à domicile auxquels le CSBJ donne sa priorité, les joueurs ont déjà la tête à la demi-finale contre Worcester. Cependant lors du déplacement à l'Aviron bayonnais, le club isérois prend l'eau et est surclassé 61-10.

#### Cap sur la finale du Challenge européen

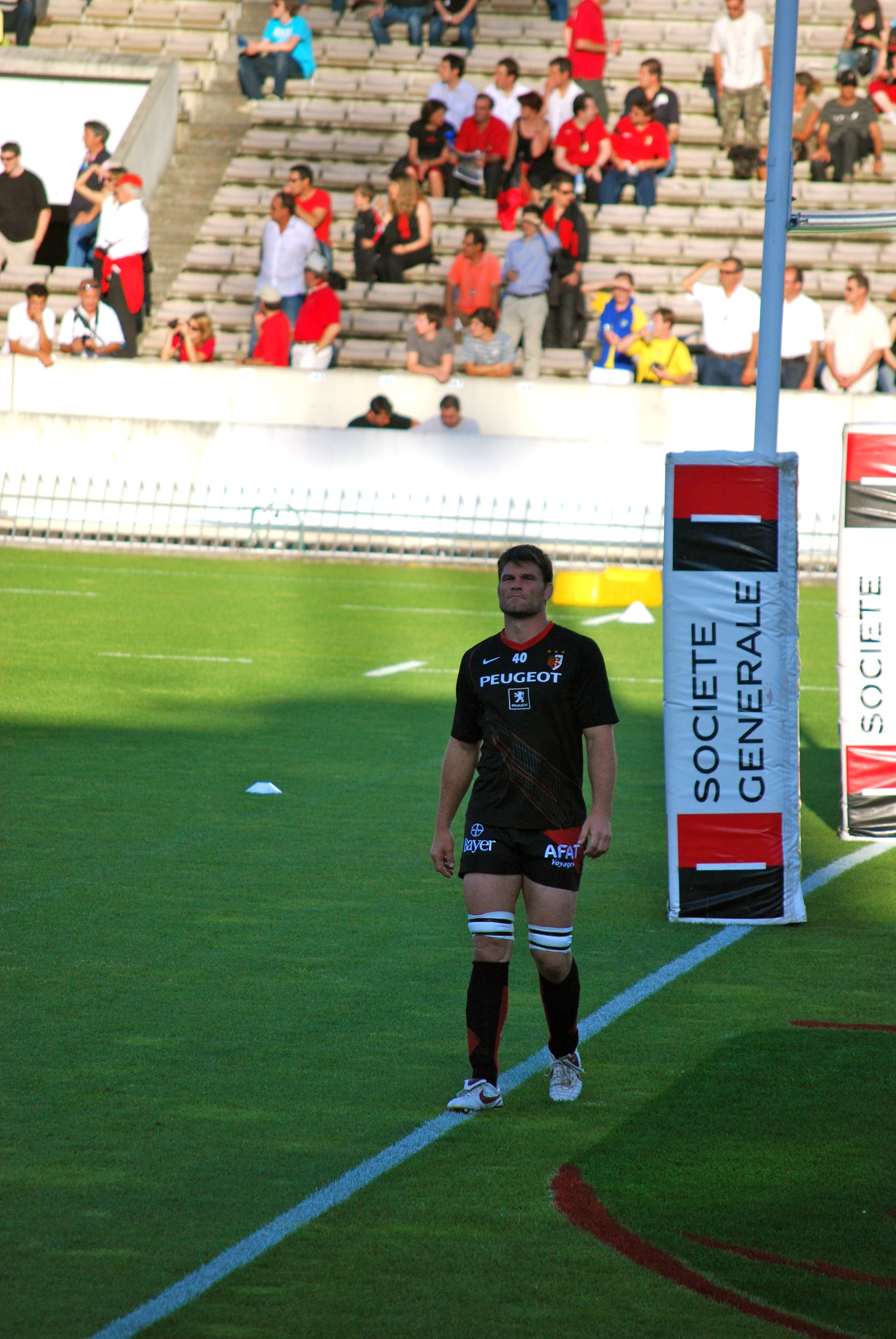
Fabien Pelous dispute son dernier match à Ernest-Wallon face au CS Bourgoin-Jallieu.

Le dernier match de sa carrière au Stade Ernest-Wallon de Fabien Pelous du Stade toulousain se dispute contre le CS Bourgoin-Jallieu le 25 avril 2009. Malgré cet hommage, le Stade toulousain, qui sort d'une élimination en H Cup sur lequel il fondait de nombreux espoirs, connaît de grandes difficultés pour battre le CSBJ (13-6), ce dernier obtenant le bonus défensif. Le CSBJ a donc failli piéger Toulouse, malgré les absences non négligeables de Parra, David, Boyet ou Arnauld Tchougong soit sur blessure soit au repos pour préparer la demi-finale européenne.
Les têtes berjalliennes sont ensuite tournées vers la demi-finale qui les attend contre les Anglais des Worcester Warriors (qui a éliminé au tour précédent l'autre club français présent en quart de finale le CA Brive), malgré le faible nombre de points d'avance qu'ils comptent sur le premier relégable en Top 14 (trois points séparent seulement le CS Bourgoin-Jallieu et l'US Dax) et l'agitation interne depuis le départ du président Pierre Martinet. Ils peuvent cependant compter sur le retour du buteur Benjamin Boyet. Opposé à Worcester le 2 mai 2009 au Stade Pierre-Rajon devant 8 200 spectateurs, le CSBJ domine largement le match 22-11 grâce aux performances de sa mêlée, Parra, Boyet (ce dernier auteur d'un drop de 40 mètres) ou Coetzee qui après avoir franchi la ligne adverse transmet le ballon à Camille Levast qui inscrit le seul essai berjallien du match. Il se qualifie donc pour la finale du Challenge européen qui en cas de victoire leur permettrait de se qualifier pour la H Cup, la finale se disputera contre un nouveau club anglais : les Northampton Saints.

#### Maintien duCS Bourgoin-Jallieuen Top 14
Après cette qualification en finale européenne, le CS Bourgoin-Jallieu entame sa série des deux matchs ultimes du Top 14 qui se déroulent à domicile, importants dans la course au maintien. C'est même dès le premier match que le maintien est finalement assuré grâce à une victoire 31-23 contre le Castres olympique. Malgré l'ampleur du score, c'est Castres qui mène au score jusqu'à la 60e minute (22-23) avant que Boyet grâce à un drop et deux pénalités donne la victoire aux siens. Lors de la 26e et dernière journée du Top 14, le CSBJ fait match nul contre le CA Brive 19-19, ce dernier prend la sixième place du classement et espère une défaite du CSBJ en finale du Challenge européen pour se qualifier en H Cup. Le CSBJ de son côté se maintient et termine à une onzième place finale avec deux points d'avance sur le Castres olympique et neuf points d'avance sur le premier relégable l'US Dax.

#### Triste fin en Challenge européen

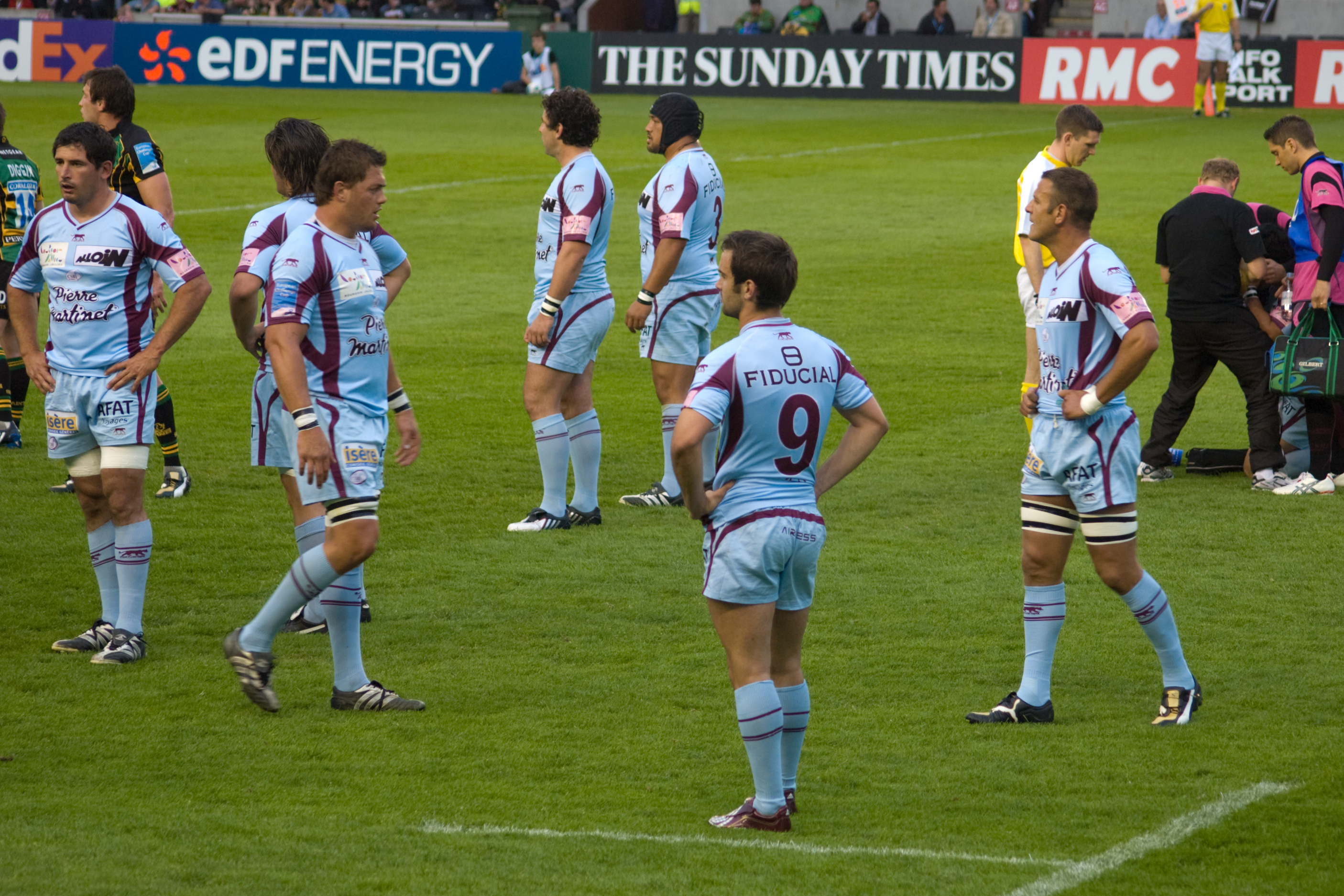
Morgan Parra et ses coéquipiers pendant la rencontre CS Bourgoin-Jallieu - Northampton Saints du 22 mai 2009.

Après le nul contre le CA Brive, le CS Bourgoin-Jallieu prépare la finale du Challenge européen contre Northampton qui se dispute au Stoop à Londres le 22 mai 2009. Le stade londonien a été choisi en remplacement du Kingsholm Stadium initialement prévu, à la suite des protestations conjuguées des dirigeants du CS Bourgoin-Jallieu et de la direction de la LNR envers la direction de l'ERC. En effet situé à Gloucester, le Kingsholm Stadium se trouve à seulement 112 kilomètres de Northampton et présente par ailleurs un accès difficile pour les supporteurs français. Ce choix initial est donc considéré par les dirigeants français comme défavorisant le club berjallien.
Cette finale est la possibilité pour le club berjallien d'ajouter un second trophée européen à son palmarès après le Challenge européen remporté il y a douze ans en 1997, et de se qualifier pour la H Cup. Dans une finale très physique et sans essai, le CS Bourgoin-Jallieu voit s'échapper le titre européen. Mené 9-3 à la mi-temps, le CSBJ connaît une seconde période difficile. Parra sort sur une blessure à l'épaule après un placage à retardement de Courtney Lawes, auquel réplique Thomas Genevois qui prend un carton rouge à la 76e minute. La fin de match est émaillée de bagarres, ne change rien au score et voit la victoire des Anglais 15-3 grâce à cinq pénalités de l'ancien treiziste Stephen Myler.

### Les problèmes financiers duCS Bourgoin-Jallieu
Tout au long de la saison, le CS Bourgoin-Jallieu connaît des remous en interne. Fin novembre 2008, le président emblématique Pierre Martinet est prêt à se désengager du club à hauteur de 2 millions d'euros après douze années de présidence et 10 millions d'euros injectés durant cette période dans le club, les différentes explications sont une certaine lassitude, une absence de soutien dans la région (impossibilité de construire un stade ou difficulté pour trouver des sponsors) et des activités professionnelles exigeantes (il est à la tête d'une société de traiteurs), en plus du début de saison décevant de son club.
Ensuite, la Direction nationale d'aide et de contrôle de gestion (DNACG) exige du CSBJ un acompte de 900 000 euros avant le 15 décembre 2008 en raison du déficit de 1,8 million d'euros sur le budget prévisionnel. La mairie de la ville de Bourgoin-Jallieu avec à sa tête Alain Cottalorda propose à Pierre Martinet d'acheter ses parts pour un euro symbolique en s'engageant à éponger cette dette à la seule condition que celui-ci se retire, mais il refuse, tandis que le dossier concernant le projet d'un nouveau stade est au point mort. Début décembre, après la volonté de départ de Pierre Martinet, c'est le directeur général du club, Tarcisse Romer, qui remet sa démission après treize mois dans le club berjallien.
Finalement le 12 décembre 2008, un protocole d'accord est signé au sujet de la reprise du CS Bourgoin-Jallieu avec la SASP CSBJ-Rugby sous couvert du soutien de la Mairie de Bourgoin-Jallieu.
Le 17 février 2009, le départ de Pierre Martinet de la tête du club est effectif et ses parts sont reprises par la SASP du CSBJ qui détient désormais 84 % des parts du club. Pierre Martinet, président du club depuis près de treize ans, a permis au club d'écrire quelques-unes des plus belles pages de son histoire telles que plusieurs finales disputées par le club - du Championnat de France en 1997 contre le Stade toulousain, du Coupe de France Yves du Manoir en 1997 contre Pau et 1999 contre le Stade français, du Bouclier européen en 1999 contre l'ASM Clermont - ainsi que deux autres demi-finales du Championnat de France en 2004 et 2005. Par ailleurs, le club a permis de sortir de sa formation de nombreux joueurs devenus internationaux dont Lionel Nallet (capitaine de l'équipe de France), Sébastien Chabal, Julien Bonnaire, Florian Fritz, Pascal Papé ou dernièrement David et Parra.
Fin avril, la DNACG exige de nouveau une somme d'argent de deux millions d'euros pour équilibrer le budget berjallien. René Flamand, nouveau président du club depuis le départ de Pierre Martinet, fait appel aux collectivités locales et à la Marie de Bourgoin-Jallieu pour combler ce déficit budgétaire et annonce avoir trouvé des solutions. Ce déficit budgétaire sera couvert en juin 2009 grâce aux collectivités locales qui accordent diverses subventions exceptionnelles, d'une part par la Mairie de Bourgoin-Jallieu à hauteur de 574 000 euros et d'autre part du conseil général de l'Isère à hauteur de 500 000, le reste provenant d'apports de partenaires du club.

## Statistiques

### Statistiques collectives
| Rang | Club                 | J  | V  | N | D  | Bo | Bd | Pm  | Pe  | Diff | Pts |
| ---- | -------------------- | -- | -- | - | -- | -- | -- | --- | --- | ---- | --- |
| 1    | USA Perpignan        | 26 | 20 | 1 | 5  | 8  | 2  | 615 | 374 | +241 | 92  |
| 2    | Stade toulousain     | 26 | 21 | 0 | 5  | 6  | 2  | 594 | 324 | +270 | 92  |
| 3    | ASM Clermont         | 26 | 16 | 1 | 9  | 9  | 8  | 754 | 367 | +387 | 83  |
| 4    | Stade français Paris | 26 | 16 | 1 | 9  | 7  | 5  | 622 | 430 | +192 | 78  |
| 5    | Biarritz olympique   | 26 | 15 | 0 | 11 | 5  | 6  | 516 | 398 | +118 | 71  |
| 6    | CA Brive             | 26 | 13 | 4 | 9  | 2  | 4  | 481 | 481 | 0    | 66  |
| 7    | Aviron bayonnais     | 26 | 14 | 2 | 10 | 2  | 4  | 475 | 481 | -6   | 66  |
| 8    | US Montauban         | 26 | 10 | 2 | 14 | 3  | 6  | 485 | 572 | -87  | 53  |
| 9    | RC Toulon            | 26 | 9  | 2 | 15 | 3  | 8  | 409 | 488 | -79  | 51  |
| 10   | Montpellier HR       | 26 | 11 | 0 | 15 | 3  | 3  | 408 | 568 | -160 | 50  |
| 11   | CS Bourgoin-Jallieu  | 26 | 8  | 2 | 16 | 1  | 9  | 451 | 599 | -148 | 46  |
| 12   | Castres olympique    | 26 | 7  | 3 | 16 | 1  | 9  | 473 | 537 | -64  | 44  |
| 13   | US Dax               | 26 | 7  | 1 | 18 | 0  | 7  | 375 | 634 | -259 | 37  |
| 14   | Stade montois        | 26 | 5  | 1 | 20 | 0  | 7  | 325 | 730 | -405 | 29  |

| Rang | Club                | J | V | N | D | Em | Ee | Bo | Bd | Pm  | Pe  | Diff | Pts |
| ---- | ------------------- | - | - | - | - | -- | -- | -- | -- | --- | --- | ---- | --- |
| 1    | Worcester Warriors  | 6 | 5 | 0 | 1 | 34 | 8  | 4  | 0  | 255 | 94  | +161 | 24  |
| 2    | CS Bourgoin-Jallieu | 6 | 3 | 0 | 3 | 15 | 11 | 1  | 2  | 158 | 115 | +43  | 15  |
| 3    | Petrarca Padoue     | 6 | 3 | 0 | 3 | 11 | 26 | 0  | 1  | 112 | 206 | -94  | 13  |
| 4    | Bucureşti Oaks      | 6 | 1 | 0 | 5 | 8  | 23 | 0  | 1  | 87  | 197 | -110 | 5   |

### Statistiques individuelles

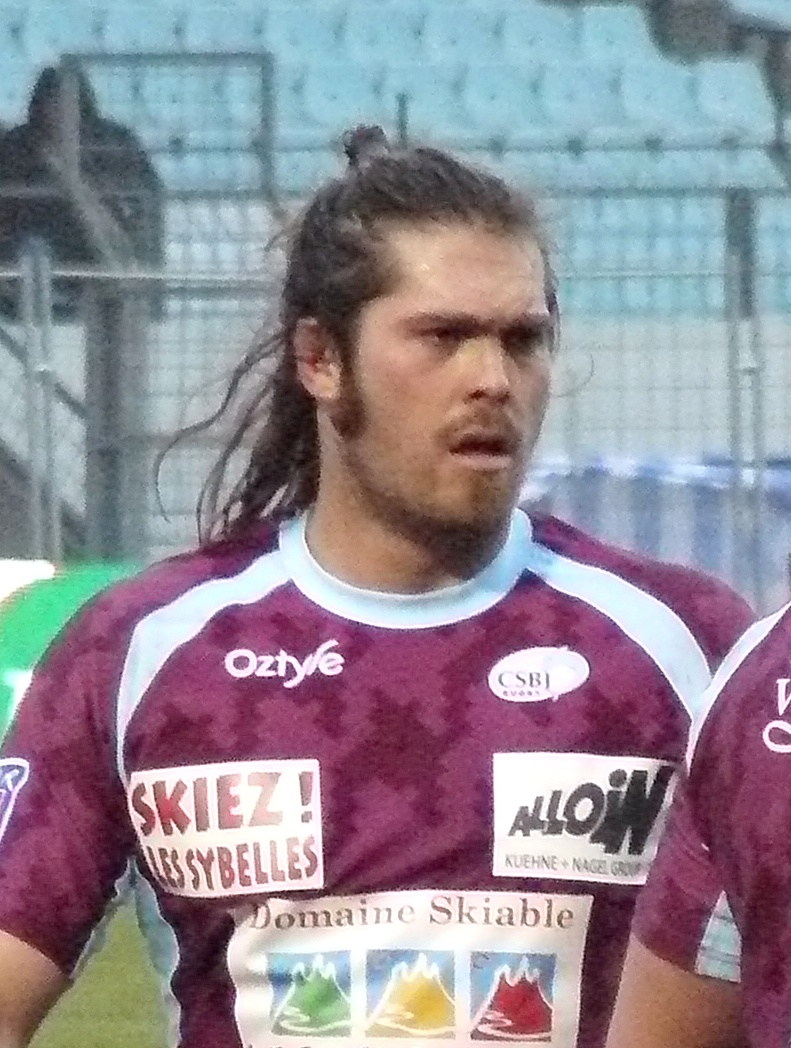
Wessel Jooste

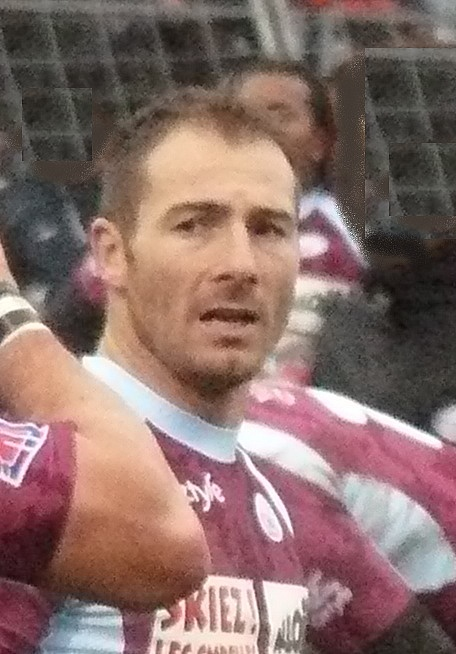
Mickaël Forest

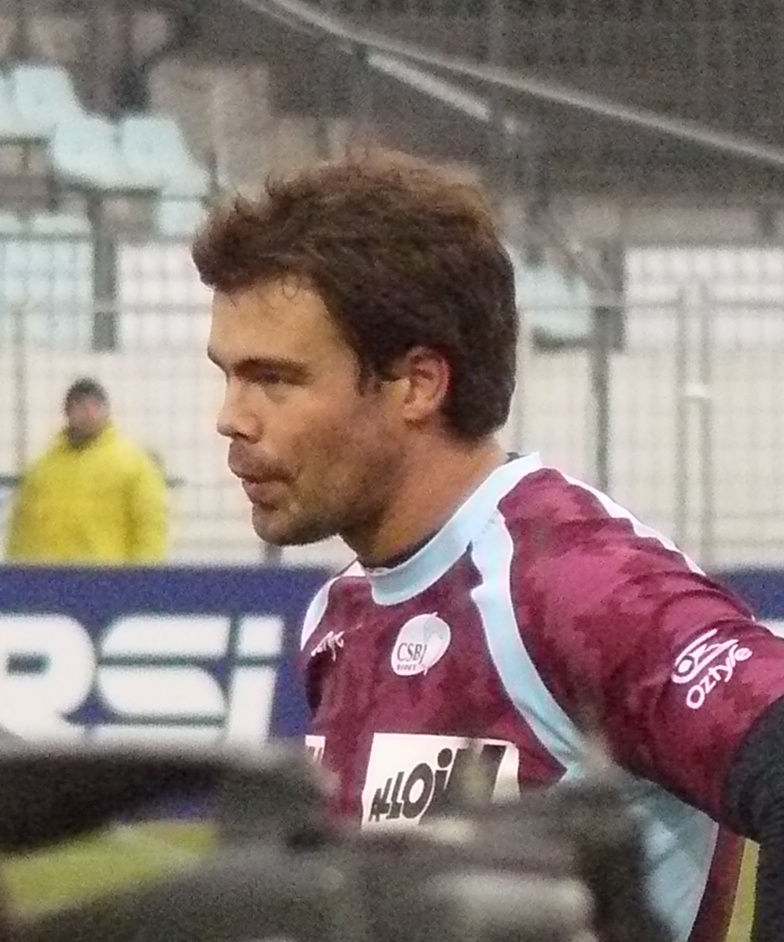
Rudi Coetzee

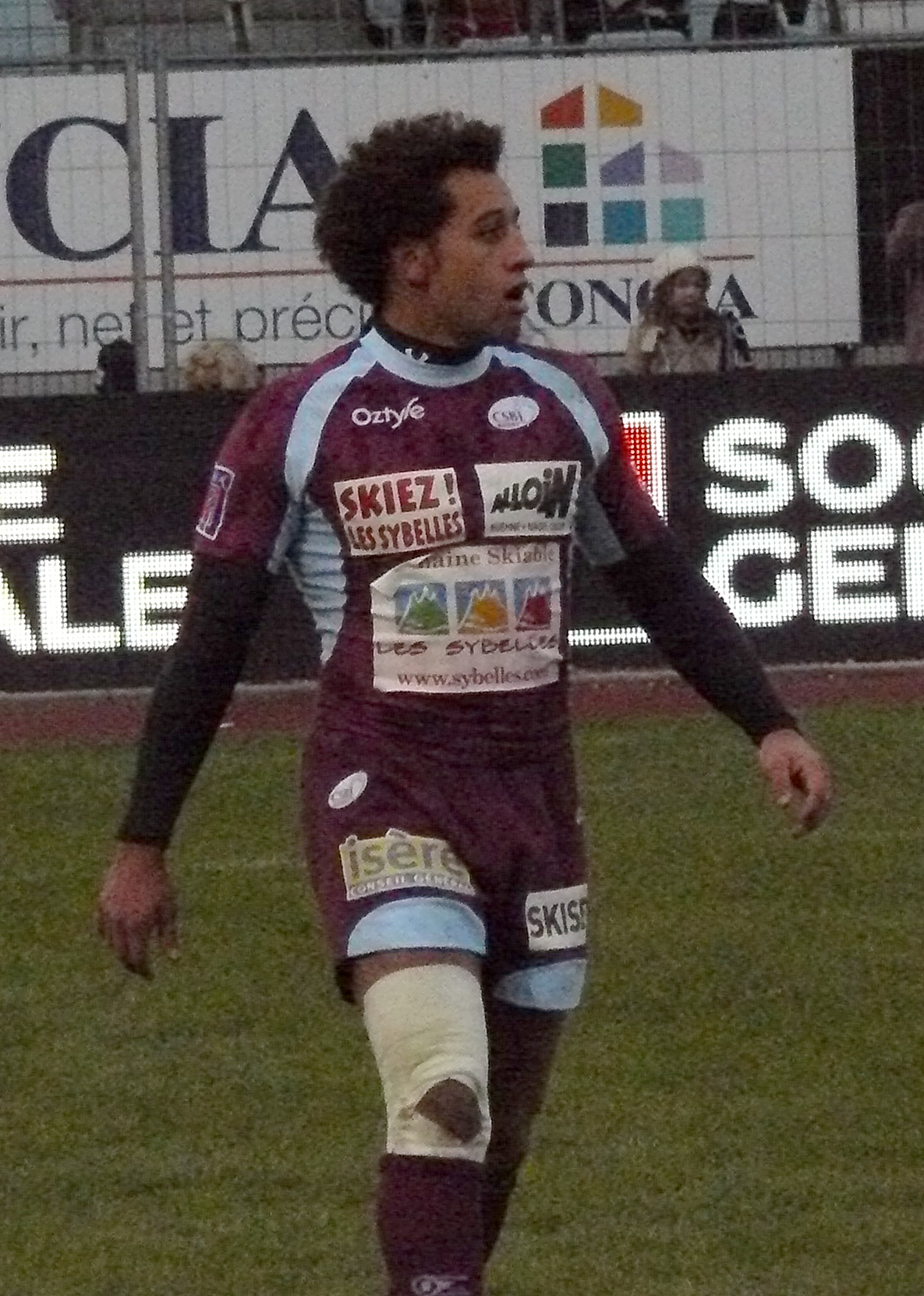
Matias Viazzo

| Joueur                 | Poste            | Top 14 | Top 14 | Top 14 | Top 14 | Top 14 | Top 14 | Top 14 |    | Challenge européen | Challenge européen | Challenge européen | Challenge européen | Challenge européen | Challenge européen | Challenge européen |
| Joueur                 | Poste            | MJ     | E      | T      | P      | D      | CJ     | CR     | MJ | E                  | T                  | P                  | D                  | CJ                 | CR                 |                    |
| ---------------------- | ---------------- | ------ | ------ | ------ | ------ | ------ | ------ | ------ | -- | ------------------ | ------------------ | ------------------ | ------------------ | ------------------ | ------------------ | ------------------ |
| Jean-Philippe Genevois | Talonneur        | 17     | 0      | 0      | 0      | 0      | 1      | 0      |    | 6                  | 0                  | 0                  | 0                  | 0                  | 0                  | 0                  |
| Tone Kopelani          | Talonneur        | 15     | 0      | 0      | 0      | 0      | 0      | 0      | 5  | 1                  | 0                  | 0                  | 0                  | 0                  | 0                  |                    |
| Jordan Merle           | Talonneur        | 4      | 0      | 0      | 0      | 0      | 0      | 0      | 0  | 0                  | 0                  | 0                  | 0                  | 0                  | 0                  |                    |
| Rémy Vigneaux          | Talonneur        | 12     | 0      | 0      | 0      | 0      | 0      | 0      | 5  | 1                  | 0                  | 0                  | 0                  | 0                  | 0                  |                    |
| Pablo Cardinali        | Pilier           | 22     | 0      | 0      | 0      | 0      | 0      | 0      | 6  | 0                  | 0                  | 0                  | 0                  | 0                  | 0                  |                    |
| Grégory Pautard        | Pilier           | 1      | 0      | 0      | 0      | 0      | 0      | 0      | 0  | 0                  | 0                  | 0                  | 0                  | 0                  | 0                  |                    |
| Pascal Peyron          | Pilier           | 15     | 1      | 0      | 0      | 0      | 0      | 0      | 0  | 0                  | 0                  | 0                  | 0                  | 0                  | 0                  |                    |
| Wessel Roux            | Pilier           | 21     | 0      | 0      | 0      | 0      | 0      | 0      | 4  | 0                  | 0                  | 0                  | 0                  | 0                  | 0                  |                    |
| Arnauld Tchougong      | Pilier           | 17     | 0      | 0      | 0      | 0      | 1      | 0      | 8  | 0                  | 0                  | 0                  | 0                  | 0                  | 0                  |                    |
| Karena Wihongi         | Pilier           | 24     | 0      | 0      | 0      | 0      | 0      | 0      | 7  | 1                  | 0                  | 0                  | 0                  | 0                  | 0                  |                    |
| Coenraad Basson        | 2e ligne         | 22     | 2      | 0      | 0      | 0      | 1      | 0      | 6  | 0                  | 0                  | 0                  | 0                  | 0                  | 0                  |                    |
| Damien Fèvre           | 2e ligne         | 5      | 0      | 0      | 0      | 0      | 0      | 0      | 3  | 0                  | 0                  | 0                  | 0                  | 0                  | 0                  |                    |
| Wessel Jooste          | 2e ligne         | 20     | 0      | 0      | 0      | 0      | 0      | 0      | 8  | 0                  | 0                  | 0                  | 0                  | 0                  | 0                  |                    |
| Camille Levast         | 2e ligne         | 16     | 0      | 0      | 0      | 0      | 0      | 0      | 6  | 1                  | 0                  | 0                  | 0                  | 0                  | 0                  |                    |
| Albin Louchard         | 2e ligne         | 9      | 0      | 0      | 0      | 0      | 0      | 0      | 1  | 1                  | 0                  | 0                  | 0                  | 0                  | 0                  |                    |
| Bryce Williams         | 2e ligne         | 6      | 0      | 0      | 0      | 0      | 0      | 0      | 5  | 1                  | 0                  | 0                  | 0                  | 0                  | 0                  |                    |
| Tim Cowley             | 3e ligne         | 5      | 0      | 0      | 0      | 0      | 0      | 0      | 1  | 0                  | 0                  | 0                  | 0                  | 0                  | 0                  |                    |
| Julien Frier           | 3e ligne         | 18     | 0      | 0      | 0      | 0      | 2      | 1      | 4  | 0                  | 0                  | 0                  | 0                  | 0                  | 0                  |                    |
| Jérémy Guillot         | 3e ligne         | 1      | 0      | 0      | 0      | 0      | 0      | 0      | 0  | 0                  | 0                  | 0                  | 0                  | 0                  | 0                  |                    |
| Yann Labrit            | 3e ligne         | 22     | 1      | 0      | 0      | 0      | 0      | 0      | 6  | 0                  | 0                  | 0                  | 0                  | 0                  | 0                  |                    |
| Bogdan Leonte          | 3e ligne         | 21     | 0      | 0      | 0      | 0      | 0      | 0      | 5  | 1                  | 0                  | 0                  | 0                  | 0                  | 0                  |                    |
| Sylvain Nicolas        | 3e ligne         | 19     | 1      | 0      | 0      | 0      | 0      | 0      | 8  | 0                  | 0                  | 0                  | 0                  | 0                  | 0                  |                    |
| Thomas Genevois        | 3e ligne         | 20     | 1      | 0      | 0      | 0      | 1      | 0      | 9  | 0                  | 0                  | 0                  | 0                  | 0                  | 0                  |                    |
| Mickaël Forest         | Demi de mêlée    | 20     | 0      | 0      | 0      | 0      | 0      | 0      | 5  | 2                  | 0                  | 0                  | 0                  | 0                  | 0                  |                    |
| Morgan Parra           | Demi de mêlée    | 19     | 1      | 3      | 4      | 2      | 0      | 0      | 9  | 3                  | 5                  | 10                 | 0                  | 0                  | 0                  |                    |
| Benjamin Boyet         | Demi d'ouverture | 19     | 2      | 14     | 49     | 9      | 1      | 0      | 8  | 0                  | 9                  | 6                  | 4                  | 0                  | 0                  |                    |
| Jérémy Gondrand        | Demi d'ouverture | 6      | 1      | 0      | 0      | 0      | 0      | 0      | 2  | 0                  | 0                  | 0                  | 0                  | 0                  | 0                  |                    |
| Sébastien Laloo        | Demi d'ouverture | 19     | 0      | 5      | 24     | 0      | 0      | 0      | 6  | 0                  | 1                  | 3                  | 0                  | 0                  | 0                  |                    |
| Rudi Coetzee           | Centre           | 17     | 4      | 0      | 0      | 0      | 1      | 0      | 7  | 3                  | 0                  | 0                  | 0                  | 0                  | 0                  |                    |
| Yann David             | Centre           | 18     | 2      | 0      | 0      | 0      | 0      | 0      | 5  | 0                  | 0                  | 0                  | 0                  | 0                  | 0                  |                    |
| Matias Viazzo          | Centre           | 19     | 1      | 0      | 0      | 0      | 1      | 0      | 6  | 0                  | 0                  | 0                  | 0                  | 0                  | 0                  |                    |
| Jean-François Coux     | Ailier           | 15     | 1      | 0      | 0      | 0      | 1      | 0      | 7  | 1                  | 0                  | 0                  | 0                  | 0                  | 0                  |                    |
| David Janin            | Ailier           | 22     | 3      | 0      | 0      | 0      | 0      | 0      | 5  | 0                  | 0                  | 0                  | 0                  | 0                  | 0                  |                    |
| Anthony Forest         | Ailier           | 16     | 1      | 0      | 0      | 0      | 1      | 0      | 7  | 2                  | 0                  | 0                  | 0                  | 0                  | 0                  |                    |
| Mathieu Nicolas        | Ailier           | 16     | 4      | 0      | 0      | 0      | 1      | 0      | 5  | 1                  | 0                  | 0                  | 0                  | 0                  | 0                  |                    |
| Grégory Paquelet       | Ailier           | 1      | 0      | 0      | 0      | 0      | 0      | 0      | 0  | 0                  | 0                  | 0                  | 0                  | 0                  | 0                  |                    |
| Franck Romanet         | Ailier           | 3      | 0      | 0      | 0      | 0      | 0      | 0      | 3  | 0                  | 0                  | 0                  | 0                  | 0                  | 0                  |                    |
| Florian Denos          | Arrière          | 20     | 1      | 0      | 0      | 1      | 0      | 0      | 5  | 0                  | 0                  | 0                  | 0                  | 0                  | 0                  |                    |

## Transferts
Quatre joueurs et l'entraîneur Xavier Péméja arrivent au club tandis que six le quittent ou mettent fin à leur carrière.

## Trophées et honneurs en championnat

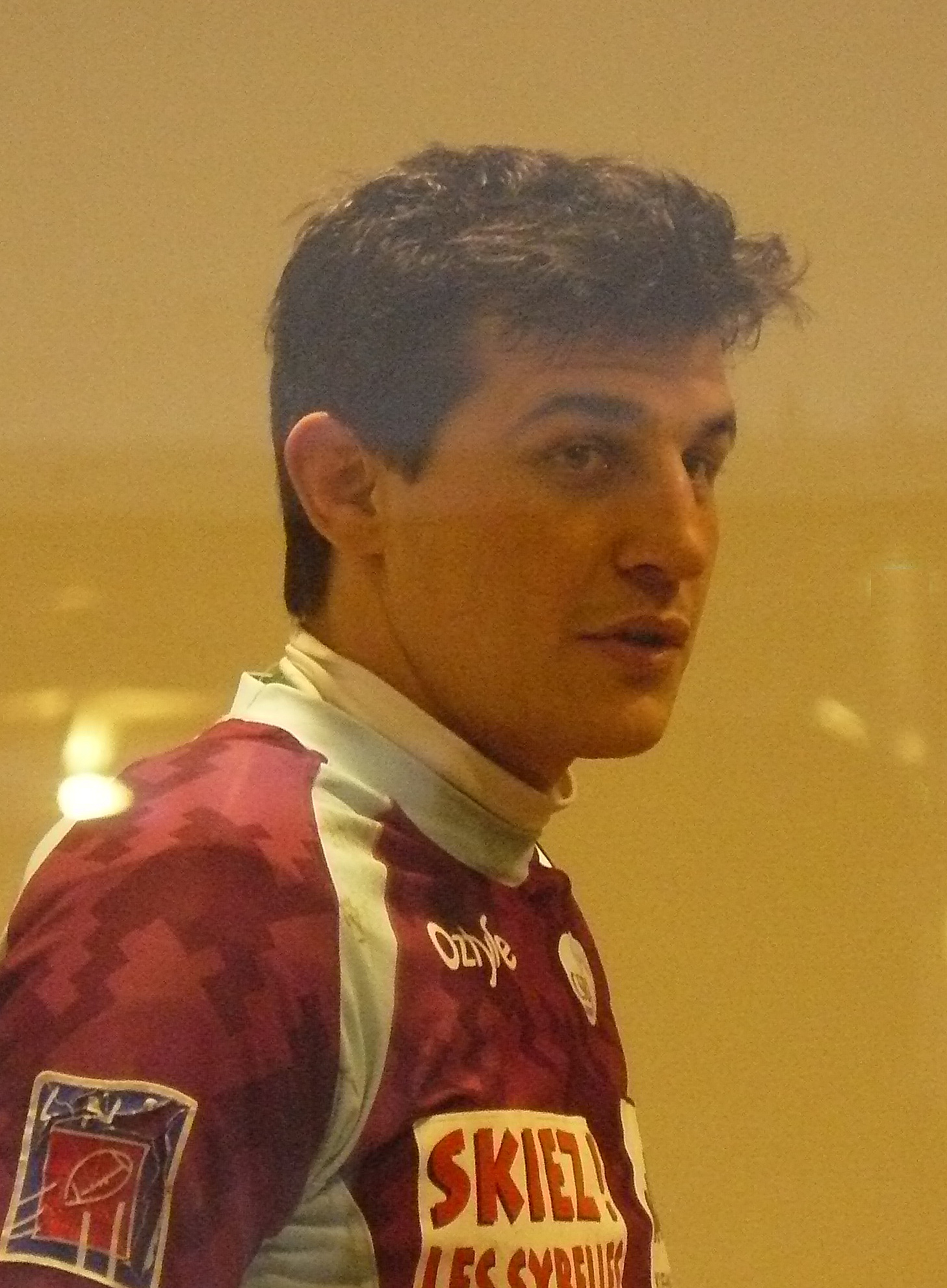
Benjamin Boyet, buteur du CSBJ.

### Individuel
Le buteur Benjamin Boyet termine troisième meilleur buteur du championnat avec 202 points (plus deux essais inscrits) après Brock James (294 points plus six essais inscrits) et Andy Goode (235 points). En ce qui concerne les meilleurs marqueurs d'essais il s'agit de Rudi Coetzee et Mathieu Nicolas avec quatre essais, loin des 20 essais inscrits par le meilleur marqueur du championnat : Napolioni Nalaga. Selon le bi-hebdomadaire Midi olympique, le meilleur joueur du CSBJ est Benjamin Boyet avec 24 étoiles du Midol, suivi de Karena Wihongi (23 étoiles) et Coenraad Basson (18 étoiles). Par ailleurs, Boyet est le deuxième meilleur marqueur de drop du championnat avec neuf drops, derrière les 10 drops réussis par Andy Goode.

### Collectif
Par nombre de points marqués, le CS Bourgoin-Jallieu est dixième du classement avec 451 points inscrits, en revanche par essais marqués c'est une douzième place qu'atteint le club berjallien avec seulement 28 essais. Sur le plan défensif, le CS Bourgoin-Jallieu est la douzième défense du championnat avec 599 points encaissés. En ce qui concerne les essais encaissés, le CSBJ est également douzième avec 53 essais encaissés. Au classement du fair-play, le CS Bourgoin-Jallieu est dixième avec un carton rouge et 12 cartons jaunes.

### Stade
La meilleure affluence enregistrée à domicile s'est tenue le 26 septembre 2008 lors de l'exil au Stade des Alpes à Grenoble avec une affluence de 18 014 spectateurs. Il s'agit du seul match accueilli par le CSBJ hors du Stade Pierre-Rajon, dans ce dernier le record de la saison se situe lors de la réception du Stade toulousain le 12 novembre 2008 avec 7 989 spectateurs. À l'extérieur, la meilleure affluence pour un match où joue le club berjallien a lieu au Stade Ernest-Wallon de Toulouse avec 18 666 spectateurs, match où Fabien Pelous dispute son dernier match avec le stade toulousain de sa carrière.

## Joueurs en sélection nationale

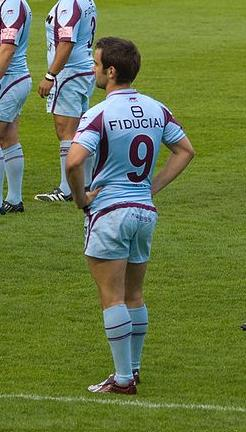
Morgan Parra sous le maillot berjallien.

Morgan Parra est le seul berjallien à connaître la sélection dans le XV de France cette saison-là. Il est d'abord retenu pour la série de test matchs de novembre, il y dispute un match contre l'Argentine. Ensuite, il est retenu pour les cinq matchs disputés par les Bleus dans le Tournoi des Six Nations 2009. Parra est titulaire contre les Gallois, les Anglais et les Italiens, il rentre en seconde mi-temps lors des deux autres matchs du Tournoi. Enfin, il est également retenu pour la tournée d'été en hémisphère sud dans la liste de 30 joueurs retenus par Marc Lièvremont mais il ne s'y rend pas en raison de sa blessure contractée en finale du Challenge européen.